# Charles B. Mintz
Charles B. Mintz (5 de noviembre de 1889 - 30 de diciembre de 1939) fue un productor y distribuidor cinematográfico estadounidense, que tomó el control de la empresa de distribución cinematográfica Winkler Pictures al casarse con Margaret J. Winkler en 1924. Es conocido por arrebatar a Walt Disney la producción de los cortos de animación de "Oswald el conejo afortunado". Con su cuñado, George J. Winkler, creó su propio estudio de animación en 1928, pero la Universal le arrebató a su vez al personaje para asignárselo a Walter Lantz. 
Mintz formó entonces el estudio Charles Mintz Screen Gems, dedicado a producir cortometrajes acerca del célebre personaje de cómic Krazy Kat, bajo la dirección de Ben Harrison y Manny Gould. En su encarnación cinematográfica, el personaje apenas se parecía al creado por George Herriman, y tenía más puntos de contacto con Mickey Mouse. Mintz se desinteresó del aspecto artístico de sus producciones, y dio libertad a sus animadores.
Fue nominado dos veces al premio Oscar por producir los cortometrajes animados The Little Match Girl (1937) y Holiday Land (1934).